# Žvėrynas
Žvėrynas seniūnija (litauisk: Žvėryno seniūnija) (dansk: Žvėrynas ~ menageri) er en bydel i Vilnius på Neris' højre bred, vest for Senamiestis, Vilnius' Gamle Bydel, og umiddelbart vest for den litauiske parlamentsbygning Seimas. Neris omkranser Žvėrynas på tre sider, på den fjerde side grænser Žvėrynas seniūnija op til Šnipiškės og Karoliniškės. På den anden side af floden, mod nordvest, ligger Vingio parkas i Vilkpėdė seniūnija.
Žvėrynas seniūnija består af kvarteret Žvėrynas.

## Historie
Lazdynai, Karoliniškės og Viršuliškės var landsbyer i 1800-tallet, hvorfra bønderne leverede korn til vandmøllen på Žvėrynas. Den skovklædte halvø og møllen, der allerede er nævnt i 1500-tallet, tilhørte Radziwiłł-familien. I 1830 viste Vilnius bykort to møller på Žvėrynas. Den oprindelige mølle fik i begyndelsen af 1800-tallet installeret en fransk dampkedel, og møllen fik herefter det spøgefulde navn "den franske skalle".
Radziwiłł-familien anvendte samtidigt halvøen som sit private jagtrevir og holdt flere vilde dyr i området (deraf navnet menageriet). I 1825 byggedes et sommerhus, som senere blev residens for Generalguvernøren for Vilnius guvernement. I slutningen af 1800-tallet blev Žvėrynas opkøbt af forretningsmænd, som udstykkede grunde til Vilnius' beboere. I 1901 blev Žvėrynas en bydel i Vilnius. Žvėrynas var det første kvarter planlagt med lige gader og rektangulære blokke. Žvėrynas er hovedsageligt forblevet et beboelseskvarter med meget få industrivirksomheder.
Efter Litauen genvandt sin uafhængighed i 1990, blev Žvėrynas et af de mere prestigefyldte kvarterer. I Žvėrynas ligger både den Estiske, Russiske og Kazakhstans ambassade, et stort antal offentlige- og uddannelsesinstitutioner, bl.a. Vilnius Pædagogiske Universitet (litauisk: Vilniaus pedagoginis universitetas eller VPU), der ligger på Neris' bred, nordøst i Žvėrynas og finans- og forsikringsselskaber, samt sundhedspleje institutioner.
I det nordlige hjørne af Žvėrynas ligger "Panorama", Vilnius' nyest indkøbs- og underholdningcenter, som åbnede november 2008. Centeret indeholder mere end 170 butikker og underholdningscenter i en tre-etagers bygning. Shoppingcentret er indrettet med springvand, der minder om en bjergbæk, kombineret med brede gange der skaber en fornemmelse af natur. I centeret er indrettet en go-cart bane.

## Religiøseinstitutioner i Žvėrynas
Žvėrynas er en del af Jomfru Marias Ubesmittede Undfangelses katolske sogn, også kaldet Žvėrynas kirke, kirken ligger midt i sognet.
I Žvėrynas, lige ved Žvėrynas tiltas (dansk: Žvėrynas bro) ligger den ortodokse kirke, Guds Moders Ikons kirke. Til kirken er knyttet en musikungdomsskole i bydelen.
Vilnius' eneste Karaite synagoge ligger i Žvėrynas i Liubarto gatvė.

## Galleri
- Žvėrynas' kirke, katolsk, fra 1922
- Guds Moders Ikons kirke, ortodoks, fra 1903
- Karaite synagoge i Žvėrynas
- Vilnius Pædagogiske Universitet